# トムクローン
トムクローン（タイ語: ต้มโคล้ง  、発音 [tôm kʰlóːŋ]）は、燻製・乾燥させた魚や様々なハーブを用いた、酸味と辛味のあるタイ料理のスープである。

## 概要
トムクローンは伝統的なタイの料理たるトムヤムに似た料理であるものの、その材料として乾燥またはローストさせたハーブを使用する点でトムヤムとは異なる。トムクローンの別称としては、古代タイ人が呼称していた「トムホークウー」（タイ語: ต้มโฮกอือ 、発音 [tôm hôːk ʔɯ̄ː] ）がある。ホークウーは、スープを一口啜る様子を表す擬音語であり、トムクローンを一口飲んだ瞬間にさわやかな気分になることからこの別称がついた。

## 材料
調理の方法によって多種多様な種類のハーブが用いられるが、最も重要な材料は干し魚（しばしば新鮮な魚も用いられる）や、魚臭さを消すために使用されるガランガルやコブミカンの葉、レモングラス、エシャロット、タイ唐辛子である。また、パプリカを追加して辛味を加えることもある。ライム果汁やトマト、バジル、パセリなどといった他の材料も追加されることもしばしばあり、これによって風味がより強く、食感がより良くなる。